# Storm Model Management
Le Storm Model Management, parfois simplement nommée Storm, est l'une des plus importantes agences de mannequins du monde. Fondée en 1987 par Sarah Doukas et Richard Branson comme investisseur, son siège principal se situe à Londres dans le quartier de Chelsea. Sara Doukas est connue pour avoir découvert Kate Moss et l'avoir prise sous contrat dans son agence. 
L'agence est composée de quatre départements ayant chacun leur spécialité : Women, Men, New Faces, et Special Bookings depuis 2006.
De nos jours, l'agence appartient à l'entreprise américaine d'origine britannique 19 Entertainment (en).
En plus de gérer la carrière de mannequins, Storm Model Management s'occupe également de celle de chanteurs et d'acteurs, comme Ian Somerhalder, Lily Allen, Marine Vacth, The Vaccines, Queens of Noize (en), Paolo Nutini, Natalie Dormer et Michael Bublé.